# Furnarius cinnamomeus
Espèce
Synonymes
- Picolaptes cinnamomeus Lesson, 1844
(protonyme)

Furnarius cinnamomeus est une espèce de passereaux de la famille des Furnariidae.

## Répartition

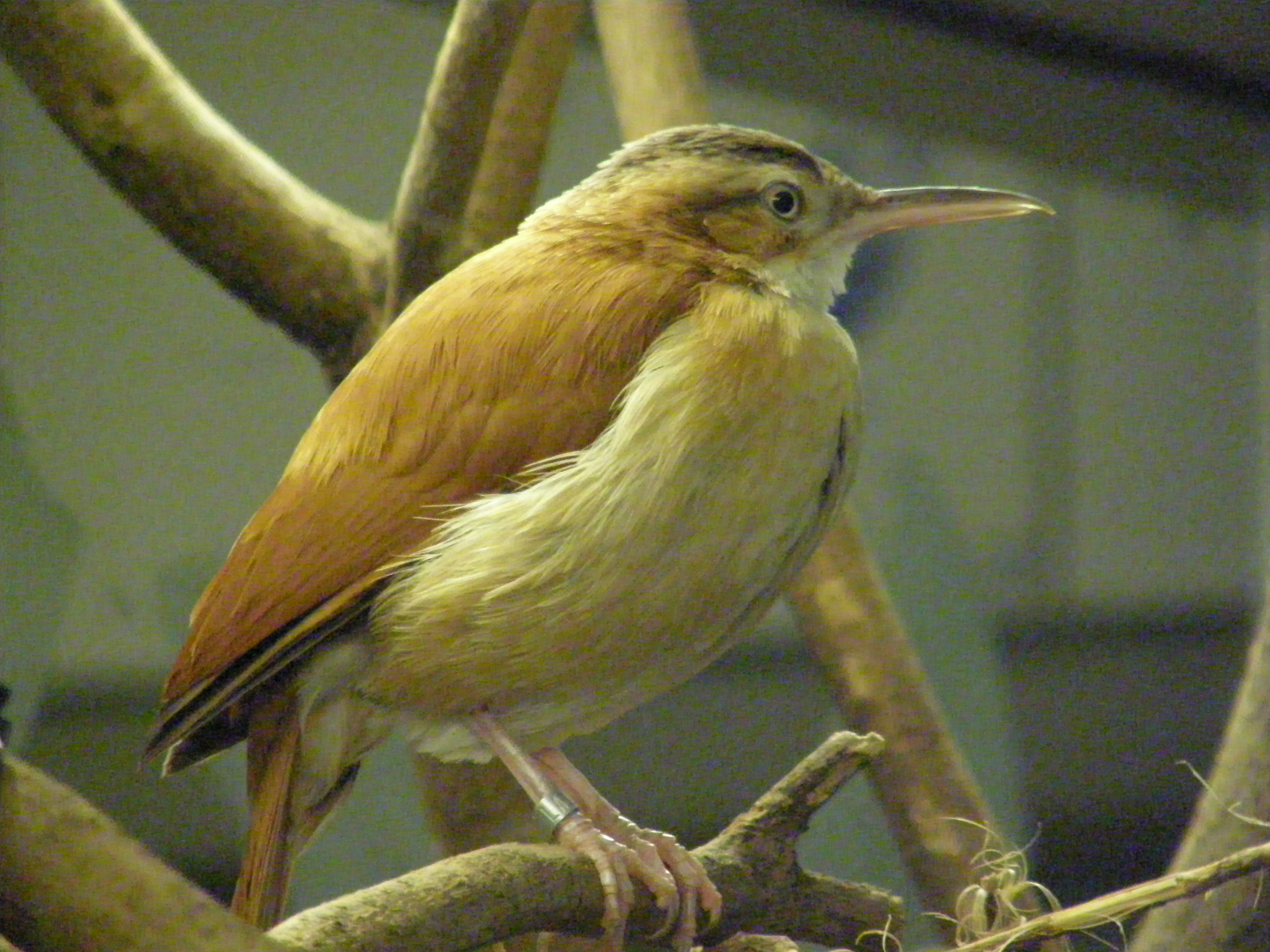
Un mâle au zoo d'Anvers.

Cette espèce se rencontre dans tout l'ouest de l'Équateur, depuis le sud-ouest de la province d'Esmeraldas et au nord du Pérou, jusqu'au département d'Ancash,.